# Acorypha corallipes
Acorypha corallipes är en insektsart som beskrevs av Sjöstedt 1931. Acorypha corallipes ingår i släktet Acorypha och familjen gräshoppor. Inga underarter finns listade i Catalogue of Life.